# キン・ドニーチ
『キン・ドニーチ』（きん・どにーち）は、2022年4月8日からテレビ愛知で放送している情報番組。

## 概要
テレビ愛知のローカル情報バラエティ番組としては2020年10月からお宝ちゃんが土曜午前11時台で放送されていたが、2022年3月で終了しローカル情報番組枠を移動して後継番組として開始する。

## 放送時間
いずれも日本標準時。
- 金曜 17:30 - 17:55 （2022年4月8日 - ）

## 出演者

### レギュラー
☆は「お宝ちゃん」からの継続出演者
- 小島よしお
- 平賀吏桜（テレビ愛知アナウンサー、2025年6月20日-）

### リポーター
- 町田こーすけ (@delasuki_match) - X（旧Twitter）☆
- 三浦志麻 (@shima_miura) - Instagram☆
- 川村朋未 (@ktomomin88) - X（旧Twitter）
- 伊藤実希 (@mikitiyan_811) - X（旧Twitter）（SKE48）（2025年3月7日～）[1]
- 浅井裕華 (@ske48_yuka) - X（旧Twitter）

### 実験ヒーロー カガーク
- 加賀工（演：後藤晏吾）
- 加賀リカ（演：小牧しょこら）
- 白金リン（演：大浪あずさ）
- 水原スズ（演：落合菜月）

## 過去の出演者

### MC
- 長江麻美 （テレビ愛知アナウンサー、開始 -2025年6月13日の放送をもって産休入り）

### リポーター
- 末永桜花（SKE48）[2]）（開始から2025年2月14日）
- 寺坂頼我[3]（開始から2025年3月）

## スタッフ
- 制作著作 - テレビ愛知